# Fiscalité en Lettonie
En Lettonie, les impôts sont prélevés par les gouvernements nationaux et locaux. Les recettes fiscales représentaient 28,1 % du PIB en 2013. Les sources de revenus les plus importantes comprennent l'impôt sur le revenu, la sécurité sociale, l'impôt des sociétés et la taxe sur la valeur ajoutée, qui sont toutes appliquées au niveau national. L'impot sur le revenu est prélevé à un taux forfaitaire de 23 % sur tous les revenus. Un large éventail d'avantages fiscaux est accordé, y compris une allocation forfaitaire de 900 euros par an et de 1980 euros par an pour chaque personne à charge.
Les cotisations de sécurité sociale sont prélevées sur tous les revenus d'emploi et sont obligatoires pour la plupart des travailleurs. L'employé paie 11 % de son salaire, alors que l'employeur contribue 24,09 %. Il n'y avait pas de plafond pour la sécurité sociale en 2013 à cause de la crise économique, mais le plafond a été rétabli en 2014 à 46 600 € de revenu annuel.Le taux standard de la TVA est de 21 %; pour les médicaments et les frais de chauffage, un taux réduit de 12 % s'applique. Certains biens et services sont également exemptés de la TVA, notamment l'éducation, les soins médicaux, les transactions financières et le loyer.
Les taxes d'accise s'appliquent sur les différents produits de luxe et des produits nocifs pour l'environnement. Le vin est soumis à un droit d'accise de 64,03 euros par 100 litres. Le café est soumis à l'accise à 142,29 euros par 100 kg.
La fiscalité en Lettonie a connu d'importantes réformes depuis qu'elle a quitté l'union soviétique en 1991, et qu'elle est passée d'une économie centralisée à une économie de marché. Le système fiscal en Lettonie après avoir quitté le soviet en Lettonie était similaire à d'autres anciens États communistes avec des dépenses publiques élevées (45-50 % du PIB) et un système fiscal qui reposait sur des définitions de base d'imposition caractéristiques de la planification centrale. Depuis lors, un grand nombre de réformes ont été faites, notamment l'introduction de la TVA en 1992 et des Cotisations de Sécurité Sociale.